# Kurt Wegscheider
Kurt-Curry Wegscheider (Bangui, 30 maggio 2001) è un cestista centrafricano.

## Carriera
Con la Rep. Centrafricana ha disputato i Campionati africani del 2021.